# 馬約爾斯科耶湖
43°49′37″N 45°29′20″E / 43.827°N 45.489°E
馬約爾斯科耶湖（俄语：Майорское），是俄羅斯的湖泊，位於該國西南部車臣共和國，由瑙爾斯基區負責管轄，長0.7公里、寬0.35公里，面積0.18平方公里，海拔高度94米，最大水深4米。